# Ворсихинское сельское поселение
Ворсихинское се́льское поселе́ние — муниципальное образование в Сорокинском районе Тюменской области Российской Федерации.
Административный центр — село Ворсиха.

## История
Статус и границы сельского поселения установлены Законом Тюменской области от 5 ноября 2004 года № 263 «Об установлении границ муниципальных образований Тюменской области и наделении их статусом муниципального района, городского округа и сельского поселения».

## Население
| 2010 | 2011 | 2012 | 2013 | 2014 | 2015 | 2016 |
| ---- | ---- | ---- | ---- | ---- | ---- | ---- |
| 749  | ↗751 | ↘676 | ↘640 | ↗701 | ↘689 | ↘675 |
| 2017 | 2018 | 2019 | 2020 | 2021 |      |      |
| ↘661 | ↘650 | ↘623 | ↘597 | ↗962 |      |      |

## Состав сельского поселения
| № | Населённый пункт | Тип населённого пункта       | Население |
| - | ---------------- | ---------------------------- | --------- |
| 1 | Вознесенка       | деревня                      | 51        |
| 2 | Ворсиха          | село, административный центр | 456       |
| 3 | Курмановка       | деревня                      | 96        |
| 4 | Нефтяник         | посёлок                      | 146       |